# 坎顿及恩德伯里群岛
坎顿及恩德伯里群岛是位于太平洋中部的群岛，由菲尼克斯群岛东北部的坎顿岛和恩德伯里岛组成，北距夏威夷约3000千米。

## 地理
该群岛是来往美洲与菲律宾、澳大利亚之间航线上至关重要的海军及空军基地，英国和美国都宣称拥有之。

## 歷史

### 英美共管
1939至1979年间，群岛成为英国及美国共管领土，由两国共同行使管辖权。此协定仅适用于坎顿及恩德伯里群岛，而菲尼克斯群岛的其余部分仍根据《鸟粪岛法》由美国主张拥有。然而，1979年以前，除赫尔岛外的岛屿或遭到荒废，或由英国独家控制。

### 回歸吉里巴斯
1979年，根据《塔拉瓦条约》内容，英美两国将群岛的控制权移交给了新独立的基里巴斯政府。坎顿及恩德伯里群岛共管领土因而不复存在。 该条约中，美国承认基里巴斯对14个岛屿享有主权，但仍保留建立军事基地的权利。现如今，该群岛属于基里巴斯共和国菲尼克斯群岛行政组。

## 人口
2005年，坎顿岛的人口由2000年的61人降至41人。 而2010年5月，据报告称该岛尚有14名成人和10名儿童，共计24人。 Tebaronga是岛上唯一的村庄。恩德伯里岛则无人定居。 

## 環保
2006年，基里巴斯政府宣布设立海洋保护区，以保护群岛及其周边水域的独特动植物。其范围囊括了该群岛与菲尼克斯群岛其余部分。